# Crotalaria kassneri
Crotalaria kassneri är en ärtväxtart som beskrevs av Baker f.. Crotalaria kassneri ingår i släktet sunnhampor, och familjen ärtväxter. Inga underarter finns listade i Catalogue of Life.